# Kirche Hof (Naundorf)

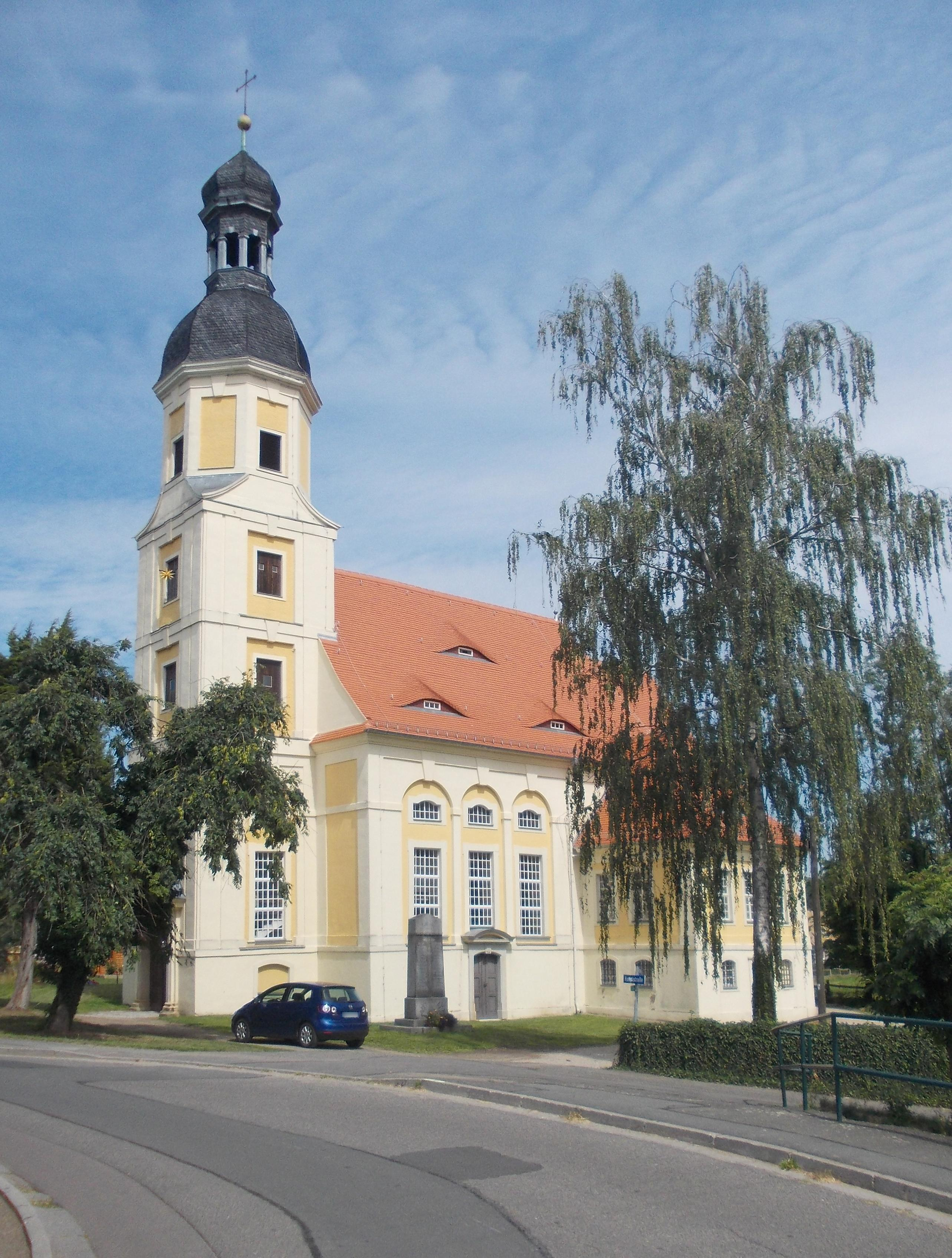
Kirche Hof (Naundorf)

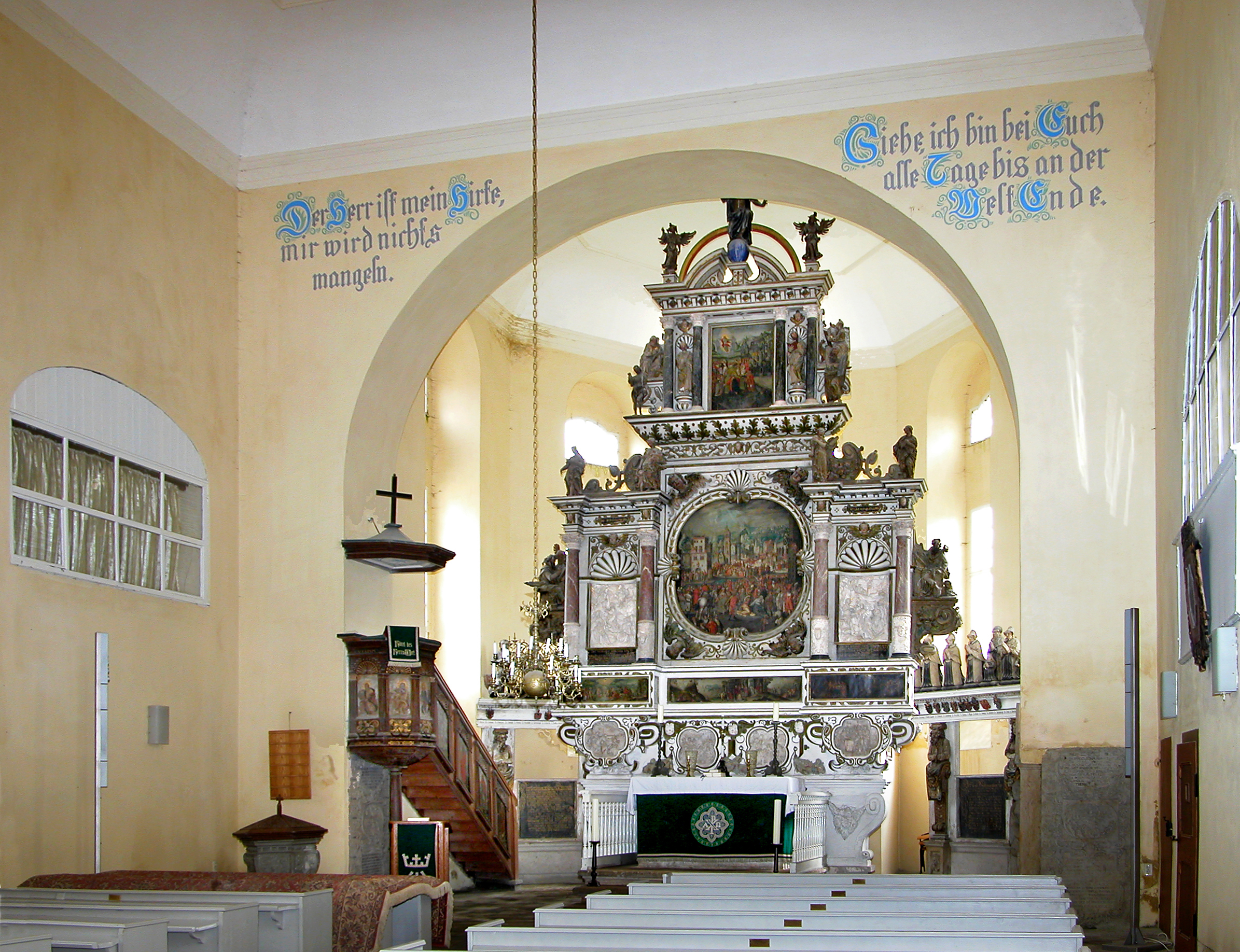
Blick zum Altar

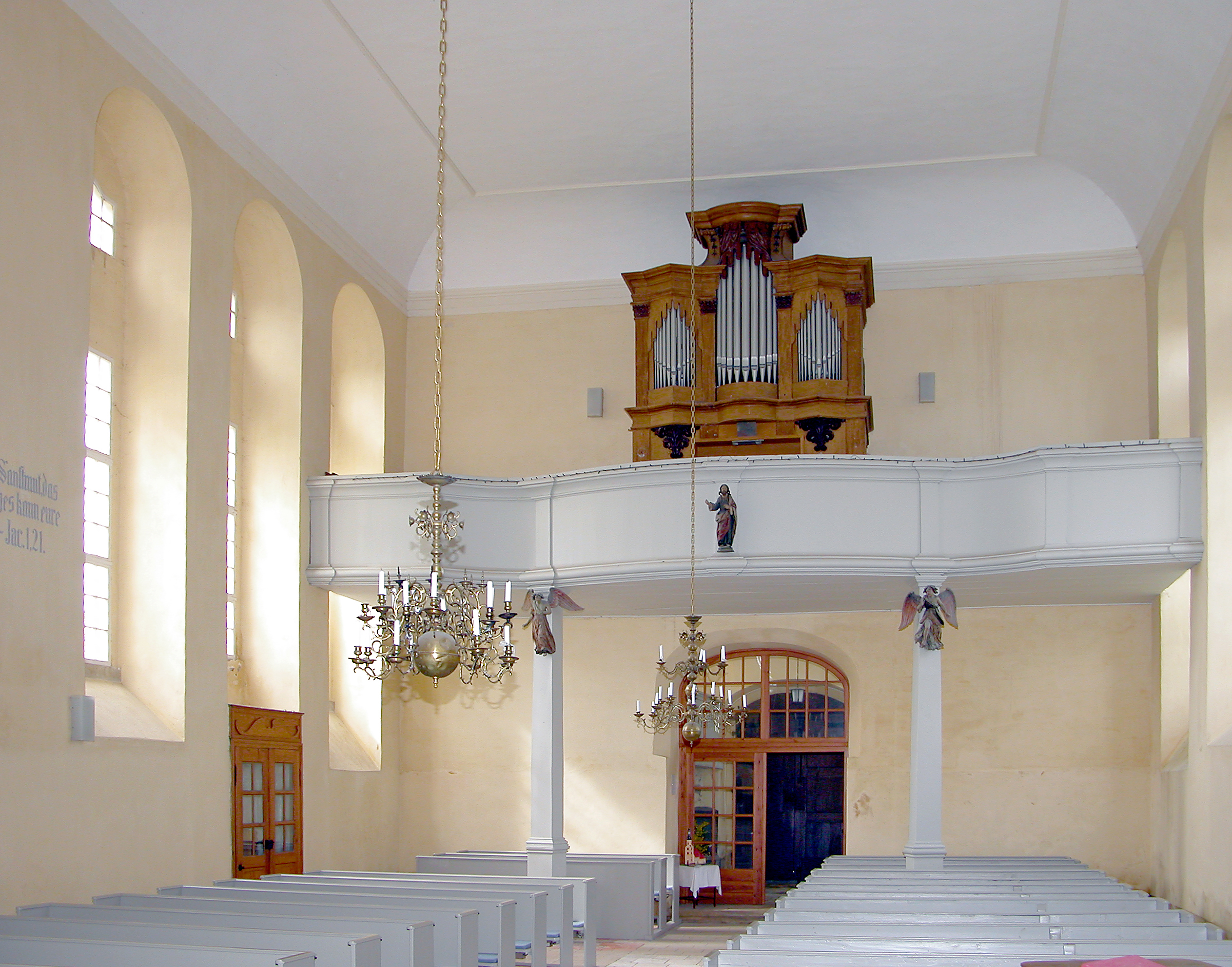
Blick zur Orgel

Die evangelische Kirche Hof ist eine barocke Saalkirche im Ortsteil Hof von Naundorf im Landkreis Nordsachsen in Sachsen. Sie gehört zur Kirchgemeinde Oschatzer Land im Kirchenbezirk Leisnig-Oschatz der Evangelisch-Lutherischen Landeskirche Sachsens. Die Kirche ist in der Regel nicht zu besichtigen.

## Geschichte und Architektur
Die stattliche barocke Saalkirche wurde in den Jahren 1692–97 anstelle eines Vorgängerbauwerks von Johann Gregor Fuchs im Auftrag des Grafen Georg von Zinzendorf erbaut. Eine durchgreifende Umgestaltung des Inneren erfolgte im Jahr 1844, eine Restaurierung 1913.
Das Bauwerk ist ein Putzbau mit Fünfachtelschluss und kräftiger Gliederung durch Lisenen und Blendbögen, wobei je drei der Fenster an den Längsseiten wirkungsvoll gruppiert sind. Ein stark gegliederter Westturm, der im Obergeschoss oktogonal gebildet ist, mit Haube und Laterne akzentuiert das Bauwerk. Im Norden und im Süden sind Anbauten mit Gruft, Sakristei und Herrschaftsempore angefügt.

## Ausstattung
Im Innern ist das Bauwerk mit einer Spiegeldecke und Herrschaftsempore ausgestattet. Teile der reichen manieristischen Ausstattung wurden aus einem Vorgängerbauwerk übernommen. Davon ist besonders der prachtvolle Epitaphaltar für Dietrich von Schleinitz aus dem Jahr 1624 hervorzuheben, der vermutlich von Andreas Schultze aus Torgau nach dem Vorbild des Altars in der Stadtkirche Strehla im Landkreis Meißen geschaffen wurde. Der Altar ist ein zweigeschossiger Sandsteinaufbau mit Alabasterreliefs und Ölbildern auf Zinkblech. Die Predella zeigt in vier Reliefs in vierpassartiger Knorpelwerksrahmung Szenen aus der Weihnachtsgeschichte und Bilder aus dem Leben Christi. Im Hauptfeld sind zwischen korinthischen Säulen Gemälde mit Szenen aus der Leidensgeschichte Christi, die nebeneinander auf einem figurenreichen Platz dargestellt sind; in den Muschelnischen der Seitenteile sind Bergpredigt und Gethsemane zu sehen, im Auszug eine Darstellung der Himmelfahrt, bekrönt von Christus als Weltenherrscher. An den Wangen sind Apostel, Evangelisten und allegorische Figuren zu sehen, auf den Holzanbauten zu beiden Seiten die Stifterfamilie von Schleinitz kniend in Anbetung des Altars.
Die Kanzel aus dem Jahr 1573 ist stark erneuert und zeigt an den Brüstungsfeldern des Korbes die Evangelisten. Die achteckige Sandsteintaufe entstand um 1600 und an der Kuppa mit hervorragendem Beschlagwerk verziert. Die Orgel auf der Westempore wurde 1725 bis 1729 von Albert Prockhardt gebaut und 1937/38 vom Dresdner Orgelbauer Gebr. Jehmlich erneuert. 
Grabdenkmäler aus Sandstein wurden für Hans Asmus von Haugwitz († 1544) mit einer knienden Ritterfigur unter Kleeblattbogen in ausdrucksstarker Arbeit, sowie für Simon Juda von Schleinitz († 1595), Dietrich von Schleinitz († 1612) und Hans von Schleinitz († 1660) gesetzt.